# 盧申芳
盧申芳（1978年8月3日—），畢業於美國加州大學大眾傳播學系。

## 生平
國中時赴美國留學，直至大學畢業後返台工作。曾擔任JMPT政策公關公司舊金山競選幕僚長、民視新聞台《民視英語新聞》記者、新聞主播，2006年加入中天新聞主播組， 曾擔任 “中天全球現場” 主持人、「申活方程式」 製作人、「遇見未來城市」 製作人兼主持人。

## 學歷
- 美國加州大學大眾傳播學系

## 經歷
- JMPT政策公關公司舊金山競選幕僚長
- 民視新聞台《民視英語新聞》記者、新聞主播
- 2006年加入中天新聞主播組

## 曾經主持過的節目
| 年份 | 頻道 | 節目             | 備註           |
|      |      | “中天全球現場”   | 主持人         |
|      |      | 「申活方程式」   | 製作人         |
|      |      | 「遇見未來城市」 | 製作人兼主持人 |

## 廣告代言
盧申芳小時候曾為童星，拍過多支廣告；從幼稚園到小學一年級，大概拍過15支廣告片，包括：
1. 拍攝聯華食品「滿天星」餅乾的電視廣告。
2. 和張小燕合作拍攝可口企業「歐斯麥」餅乾的電視廣告。
3. 拍攝金美克能化學工業「美克能洗髮精」的電視廣告，扮演王麗玲的女兒。
4. 和司馬中原合作拍攝「脆比脆」的電視廣告。
5. 和張晨光合作拍攝新和興海洋企業「珍珍海之味」的電視廣告。
6. 和童星皓皓合作最多，拍過多種零食的電視廣告。